# ジヒドロコデイン
ジヒドロコデイン（英: Dihydrocodeine）は、麻薬性鎮咳薬の1つ。中枢性に作用して鎮咳作用を発揮する。弱い依存性を有する。
処方箋医薬品には劇薬の指定がある。処方箋医薬品としては「ジヒドロコデインリン酸塩」として流通している（第一三共・武田薬品工業・塩野義製薬・田辺三菱製薬が製造）。
2014年6月より、医薬品医療機器等法の改正によって「濫用の恐れのある医薬品の成分」として、含有される一般用医薬品の販売が、12歳以上で1人1箱に制限されている。

## 効能・効果
- 鎮咳・鎮静
- 疼痛時における鎮痛
- 激しい下痢症状の改善

## 特徴
モルヒネの約1/3、コデインの約2倍、精神機能抑制作用・催眠作用及び呼吸抑制作用はモルヒネの約1/4、コデインと同等といわれる。延髄の咳嗽中枢に直接作用し、鎮咳作用を現す。鎮咳作用はコデインの約2倍強力である。
OTC医薬品の鎮咳薬の、急性咳嗽に対する効果について、肯定するにも否定するにも十分な証拠は得られなかったとする文献がある。

## 禁忌[5]

### 投与不可
次の患者には投与しないこと
- 重篤な呼吸抑制のある患者
- 気管支喘息発作中の患者
- 重篤な肝障害のある患者
- 慢性肺疾患に続発する心不全の患者
- 痙攣状態（てんかん重積症、破傷風、ストリキニーネ中毒）にある患者
- 急性アルコール中毒の患者
- アヘンアルカロイドに対し過敏症の患者
- 出血性大腸炎の患者

### 原則禁忌
次の患者には投与しないことを原則とするが、特に必要とする場合には慎重に投与すること
- 細菌性下痢のある患者

症状の改善を遅延させることがある為